# Hedera hibernica
Hedera hibernica es una de las especies del género Hedera nativa de las costas atlánticas de Europa

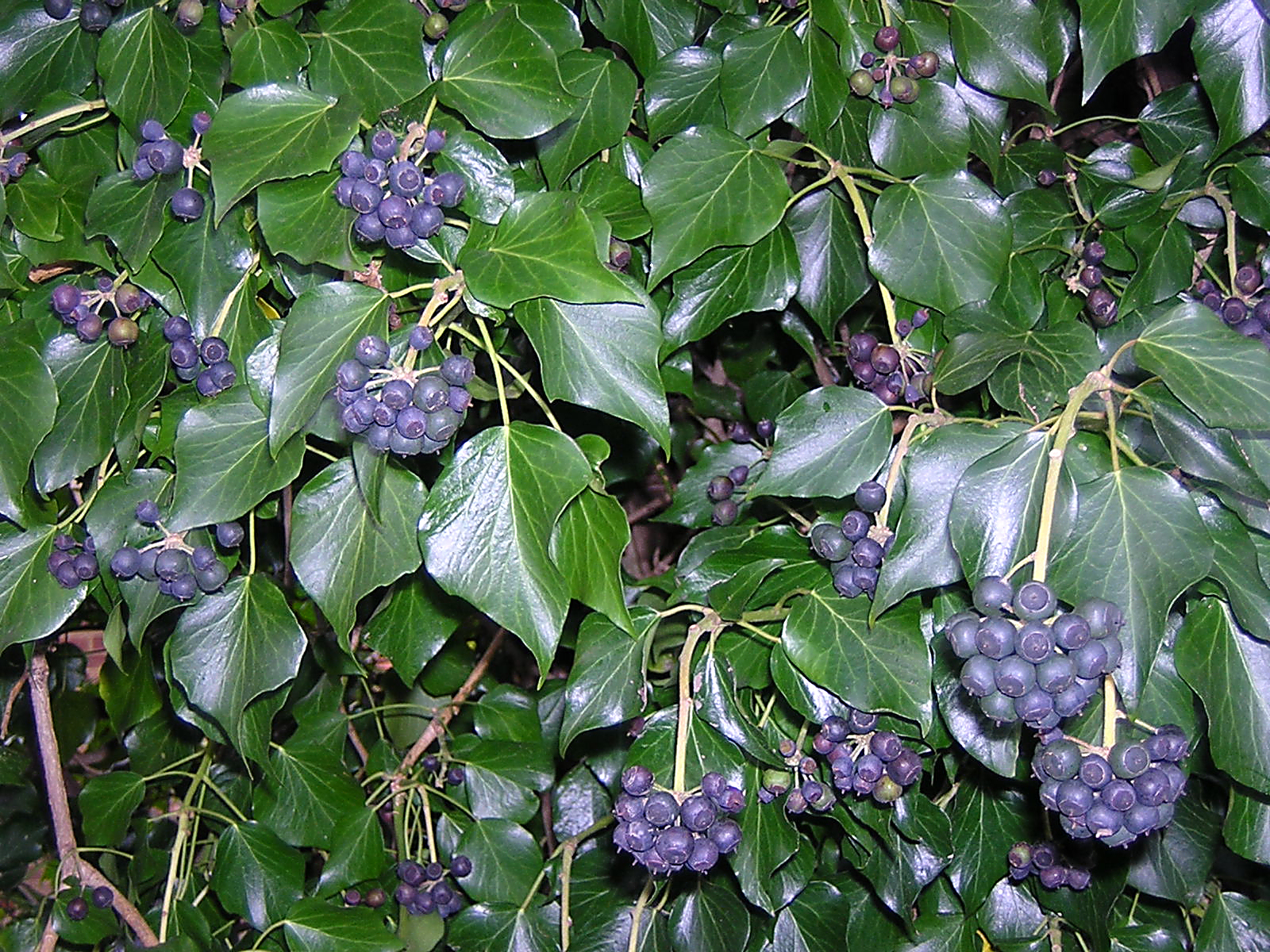
Bayas

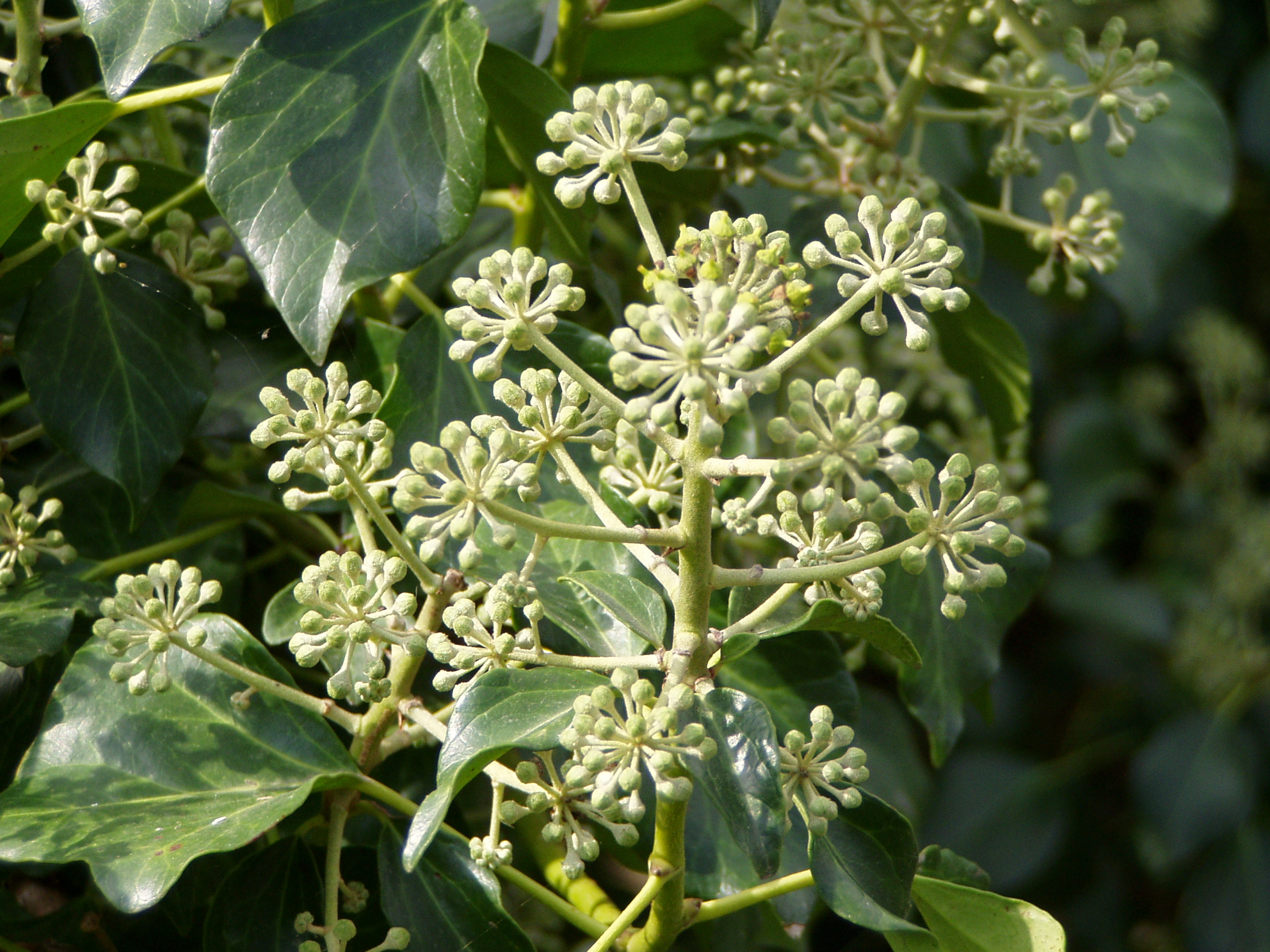
Flores

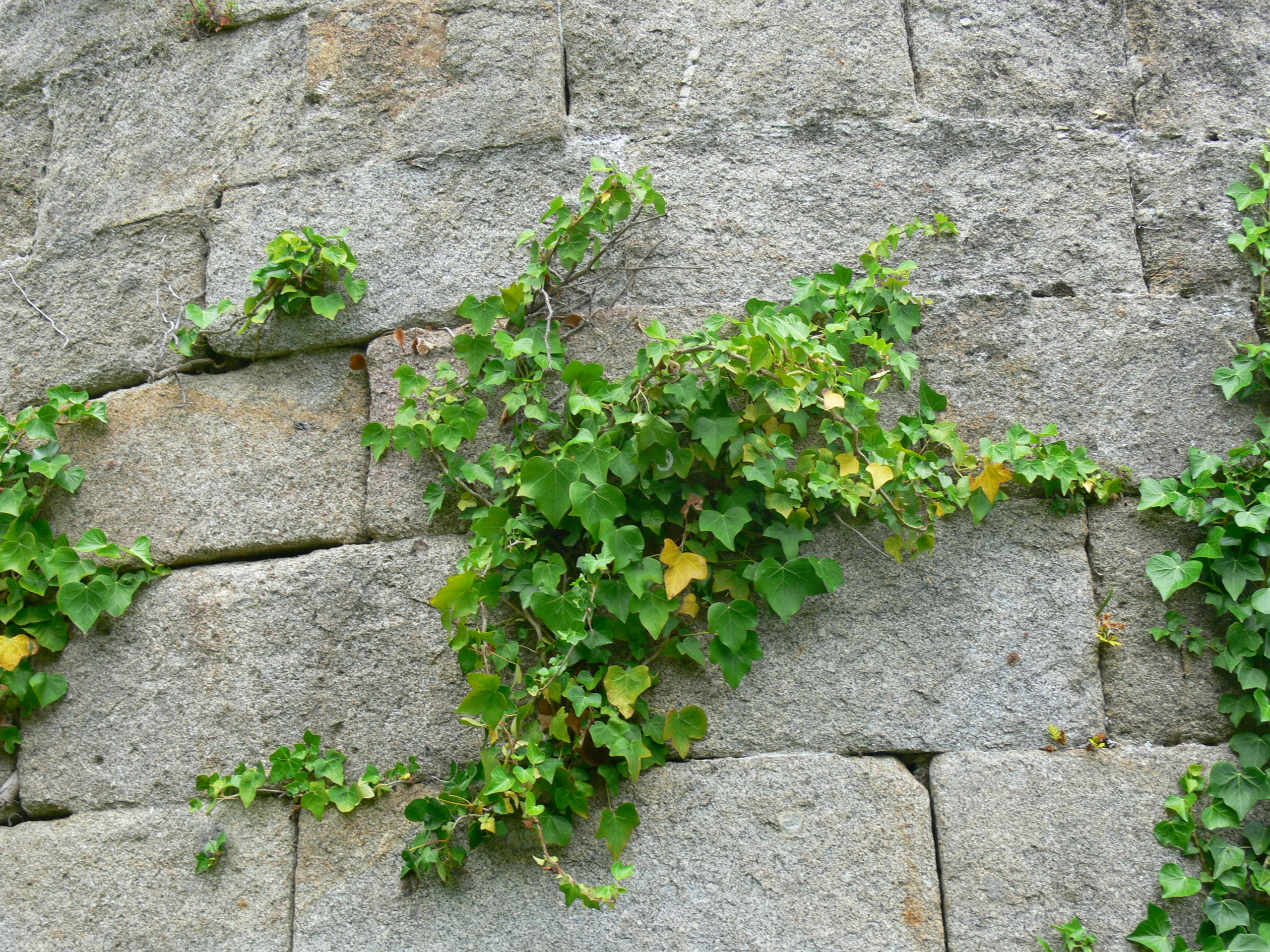
Hábito trepador sobre un muro

## Descripción
Planta perenne muy vigorosa, no rizomatosa de hábito rastrero o trepador, se adhiere a las superficies por medio de raíces aéreas. Como todas las especies de Hedera, tiene dos formas de hojas. Las de las ramas jóvenes son estériles, generalmente cordiformes o palmeadas; pueden ser también puntiagudas, con 3 a 5 lóbulos  —el central más largo que los laterales—, con base truncada, de color rojizo a verdoso y tricomas estrellados. Las de las ramas fértiles son enteras —a veces también trilobuladas—, generalmente elípticas u ovadas, o incluso lanceoladas, separadas por entrenudos. Todas son de color verde pardo a intenso, con nervios verdosos poco prominentes. 
 Las inflorescencias terminales surgen en umbelas con 10-35 flores diminutas de color amarillo verdoso, con pétalos deltoideos y sépalos triangulares de color castaño.  Los frutos son pequeñas bayas negro azuladas, a veces de un verde oscuro. Contienen entre 2 a 5 semillas. 
Tiene un número de cromosomas de 2n = 96.

## Distribución y hábitat
Originaria de las costas atlánticas europeas, tanto noroccidentales como suroccidentales. Se encuentra naturalizada en Norteamérica.
Su hábitat natural son los bosques húmedos y los templados caducifolios.

## Cultivo y usos
Se cultiva ampliamente como ornamental. Debido a su rápido y vigoroso crecimiento, al igual que su pariente Hedera helix (la hiedra común), se considera especie invasora en las zonas de Norteamérica que tienen inviernos suaves y tiende a invadir amplias zonas e incluso ahogar las plantas a las que se adhiere para trepar.

## Nombres comunes
- Hiedra del Atlántico, hiedra de Irlanda, arada, diedra, enredadera (2), harau, hedra, hiedra, hiera, liedra, sidra, trepadera, yedra (2), yendra, yeras.[5]El número entre paréntesis indica las especies que tienen el mismo nombre en España.

## Taxonomía
Hedera hibernica fue descrita por (G.Kirchn.) Carrière y publicada en Revue Horticole 62: 163. 1890.
Etimología
Hedera: nombre genérico dado a la hiedra.
hibernica: epíteto del griego antiguo que significa  "del invierno".
Sinonimia
- Hedera canariensis var. maculata  (Hibberd) Hibberd
- Hedera grandifolia var. maculata Hibberd
- Hedera helix subsp. hibernica (G.Kirchn.) D.C.McClint.
- Hedera helix var. hibernica G.Kirchn.
- Hedera helix var. maculata (Hibberd) Rehder
- Hedera helix forma maculata (Hibberd) Tobler
- Hedera vegeta G.Nicholson
- Hedera vitifolia G.Nicholson[8]